# Tachydromia simplicissima
Tachydromia simplicissima är en tvåvingeart som först beskrevs av Engel 1938.  Tachydromia simplicissima ingår i släktet Tachydromia och familjen puckeldansflugor. Inga underarter finns listade i Catalogue of Life.